# Максимовас, Лёнгинас Кириллович
Лёнгинас Кириллович Максимовас — советский хозяйственный, государственный и политический деятель.

## Биография
Родился в 1934 году в Литве. Член КПСС с 1957 года.
С 1958 года — на хозяйственной, общественной и политической работе. В 1958—1990 гг. — инженерный и партийный работник в городе Каунасе, первый секретарь Ленинского райкома партии города Каунаса, второй секретарь Каунасского горкома партии, заведующий Промышленно-транспортным отделом, с заведующий Отделом промышленности ЦК Компартии Литвы, председатель Литовского республиканского совета профессиональных союзов.
Избирался депутатом Верховного Совета Литовской ССР 10-го и 11-го созывов. Делегат XIX партконференции КПСС.
Жил в Литве.